# Реґіна Сафірштайн

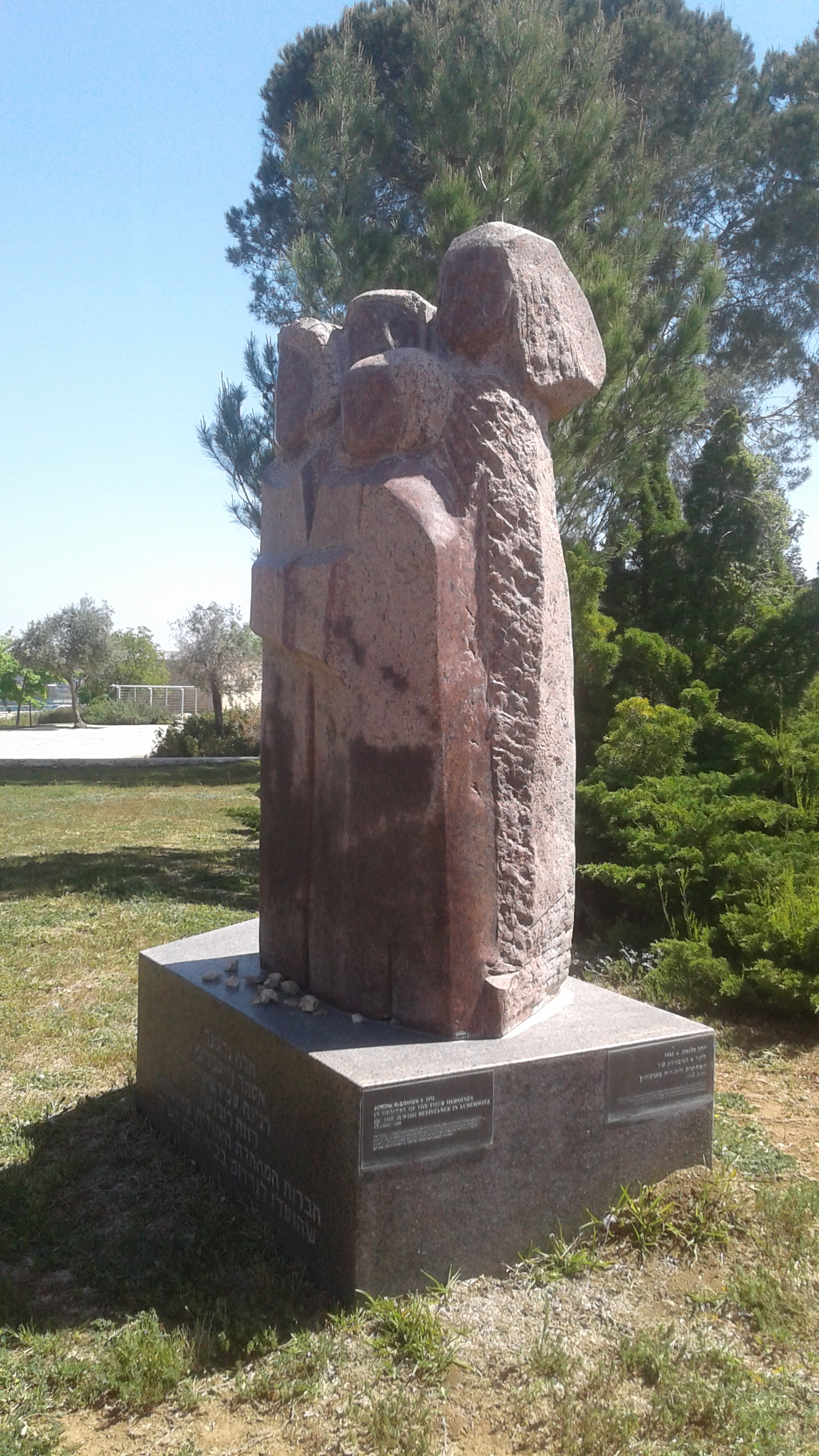
Скульптура, присвячена пам'яті 4 єврейських жінок, які брали участь у повстанні зондеркоманди в Освенцимі 7 жовтня 1944 року. Яд Вашем, Єрусалим. 1989 рік

Реґіна Сафірштайн (пол. Regina Safirsztajn; 1915—1945) — єврейська учасниця руху опору в підпіллі Освенцима та одна з чотирьох жінок, повішених у концтаборі Освенцим за участь у повстанні зондеркоманди 7 жовтня 1944 року.

## Біографія
Реґіна народилася 1915 року в Бендзіні (Польща) у родині Йозефа і Рози Сафірштайн. Її батько управляв рестораном і баром перед їхнім будинком.
Реґіна була сьомою з восьми дітей. Її братами і сестрами були Хана Ґітла, Мордехай, Ісаак, Езель, Тоніам, Сесія та Давид. Діти відвідували польські школи й розмовляли вдома мовою їдиш.

### Бендзінське гетто
Реґіна та її родина, за винятком Мордехая, який виїхав до Сполучених Штатів, були переміщені до гетто. Там від серцевого нападу помер батько. Матір померла ще до переміщення в гетто.
Перебуваючи в гетто, Реґіна вийшла заміж за Йозефа Шайнталя, який помер невдовзі після їхнього одруження.

### Повстання в Освенцимі
У серпні 1943 року Реґіна, її сестра, невістки та їхні діти були депортовані до Освенцима, де родину розділили. Більшість членів сім'ї одразу вбили, а деяких відібрали на примусові роботи. Реґіні сказали працювати на заводі Weichsel-Union-Metalwerke (фабрика боєприпасів), де вона служила майстром порохового відділення.
Працюючи на фабриці, Реґіна приєдналася до руху опору. Вона, разом із іншими в'язнями, включаючи Алу Ґертнер, сестер Естерку (Естер) і Анну Вайкблюм, і Роуз Ґрюнапфель Мет, викрали з фабрики порох і віддали його Розі Роботі, учасниці руху опору. Роза, ув'язнена, яка працювала у Біркенау, потім передала цей порох зондеркоманді, групі в'язнів табору смерті, які були змушені утилізовувати тіла жертв газових камер у крематоріях.
7 жовтня 1944 року зондеркоманда використала порох, щоб підірвати крематорій IV у Біркенау. Ала, Роза, Естер і Реґіна були затримані та піддані тортурам за участь у змові. Жінок публічно повісили в Біркенау 5 січня 1945 року.
Брат Реґіни, Мордехай, який виїхав до Сполучених Штатів, і її племінниця Роуз Рехнік (Роза Ікович) є єдиними членами сім'ї Реґіни, які пережили Голокост.

## Виноски
1. 1 2  Holocaust Survivors and Victims Database
2. 1 2 3 4  https://collections.ushmm.org/search/catalog/pa1155021
3. 1 2 3 4 5 6 7 8 9 10  Portrait of Regina Szafirsztajn, one of the four women who was hanged for her participation in the Auschwitz uprising. - Collections Search - United States Holocaust Memorial Museum. collections.ushmm.org. Процитовано 20 квітня 2021.
4. 1 2 3  Prisoner Revolt at Auschwitz-Birkenau. www.ushmm.org (англ.). Процитовано 20 квітня 2021.
5. ↑  Kirschner, Ann (2006). Sala's Gift: My Mother's Holocaust Story. New York: Simon and Schuster.
6. ↑  Teaching about Women and Resistance. teaching-about-women-and-resistance.html (англ.). Процитовано 20 квітня 2021.